# گابریل رونکاتو
گابریل رونکاتو (انگلیسی: Gabrielle Roncatto؛ زادهٔ ۱۹ ژوئیهٔ ۱۹۹۸) ورزشکار ورزش شنا اهل برزیل است.
وی در مسابقات کشوری و بین‌المللی در مجموع برندهٔ ۱ مدال نقره، ۱ مدال برنز شده‌است.